# Magomed Ramazanov
Magomed Eldarovitj Ramazanov (ryska: Магомед Эльдарович Рамазанов), född 22 maj 1993, är en rysk-bulgarisk brottare som tävlar i fristil.

## Karriär
Vid EM 2025 i Bratislava tog Ramazanov guld i 86 kg-klassen efter att ha besegrat Mahamedchabib Kadzimahamedaŭ i finalen.